# Парикутин
Парѝкутин (на испански: Parícutin) е вулкан с височина 3860 метра, част от Трансмексиканския вулканичен пояс и се намира в мексиканския щат Мичоакан.
До 1943 г. този вулкан не е съществувал. През първите седмици на същата година странни гръмовни звуци огласят областта въпреки хубавото време. Оказва се, че те са породени от трусове дълбоко под едно от селищата в района. Сеизмичната активност продължава до 20 февруари 1943 г., когато изведнъж земята започва да пропада, образувайки кратери. Местното население прави безрезултатни опити да ги запълни с камъни и пръст, но слаби експлозии и силни трусове продължават да разлюляват земята. Когато вулканичната активност започва, хората панически напускат областта. 24 часа по-късно над повърхността се издига 50-метров шлаков конус. След една седмица височината на вулкана се удвоява.
През март същата година вулканичната активност се засилва, вулканът изхвърля високи стълбове пепел, която се разстила над целия регион. През лятото селищата около нововъзникналия вулкан окончателно се евакуират и малко след това сградите в тях остават под лавата.
Само за първата година от образуването си вулканът достига 336 метра височина. През следващите осем години Парикутин продължава да изригва, покривайки с лава всичко в радиус от 25 километра. Последното регистрирано изригване е през 1952 г., когато вулканът спира активността си и остава с височина от 424 метра над околните територии.